# Cissus grisea
Cissus grisea är en vinväxtart som först beskrevs av Bak., och fick sitt nu gällande namn av Jules Émile Planchon. Cissus grisea ingår i släktet Cissus och familjen vinväxter. Inga underarter finns listade i Catalogue of Life.